# Орден Михая Хороброго
Орден Михая Хороброго (рум. Ordinul Mihai Viteazul) — орден, найвища бойова нагорода Румунського королівства. Орден був заснований 26 вересня 1916 року на початку румунської кампанії Першої світової війни королем Румунії Фердинандом І для нагородження за воєнні заслуги.
Нагорода отримала свою назву на честь легендарного діяча румунського народу, господаря Волощини Михая Хороброго.